# Disperis meirax
Disperis meirax är en orkidéart som beskrevs av Heinrich Gustav Reichenbach. Disperis meirax ingår i släktet Disperis och familjen orkidéer. Inga underarter finns listade i Catalogue of Life.